# Magnúsdóttir
Magnúsdóttir ist ein isländischer Name.

## Herkunft und Bedeutung
Magnúsdóttir ist ein Patronym und bedeutet Tochter des Magnús. Die männliche Entsprechung ist Magnússon (Sohn des Magnús). 

## Namensträger
- Agnes Magnúsdóttir (1795–1830), isländische Mörderin
- Díana Dögg Magnúsdóttir (* 1997), isländische Fußball- und Handballspielerin
- Elín Rósa Magnúsdóttir (* 2002), isländische Handballspielerin
- Hólmfríður Magnúsdóttir (* 1984), isländische Fußballspielerin
- Katla María Magnúsdóttir (* 2001), isländische Handballspielerin
- Lilja Rafney Magnúsdóttir (* 1957), isländische Politikerin (Links-Grüne Bewegung)
- Selma Sól Magnúsdóttir (* 1998), isländische Fußballspielerin
- Sigrún Magnúsdóttir (* 1944), isländische Politikerin (Fortschrittspartei)